# Winged Dragon of Ra
The Winged Dragon of Ra (Rā no Yoku Shin Ryū, lit. "Winged God-Dragon of Ra") is een van de drie Egyptische Godmonsters uit de animeserie Yu-Gi-Oh. Ra bestaat ook als kaart in het Yu-Gi-Oh-verzamelkaartspel.

## Ra in de anime
The Winged Dragon of Ra is al vanaf het begin van de Battle City-saga in handen van Marik. Marik heeft zijn Rare Hunters ook een kopie van de kaart laten maken en geeft deze in de kwartfinales aan Odion, die zich voordoet als Marik om Yugi en de anderen af te leiden. Odion gebruikt deze kopie tegen Joey in de kwartfinales, maar de kopie blijkt niet beheersbaar.
De echte Winged Dragon of Ra wordt voor het eerst gespeeld in de serie door Mai, die de kaart van Marik had afgepakt met het effect van haar “Amazoness Chain Master” monster. Echter, omdat zij geen enkele band heeft met het oude Egypte kan ze Ra niet beheersen en verschijnt hij als een bal. Marik gebruikt de spreuk op de kaart om Ra uit de bal te bevrijden en onder zijn controle te plaatsen. Marik verslaat Mai met The Winged Dragon of Ra.
Uiteindelijk krijgt Yugi Ra in handen nadat hij Marik verslaat in de finale.

## Ra in het ruilkaartspel
Ook in het Yu-Gi-Oh-ruilkaartspel bestaat de kaart The Winged Dragon of Ra. De kaart is geel van kleur. Net zoals de andere twee Egyptische Godkaarten is The Winged Dragon of Ra verboden te gebruiken in officiële duels.

## Regels en effecten
Officiële regels over de Godkaarten bestaan er niet daarom zijn deze kaarten verboden in officiële duels. Op de kaart zelf staan ook geen regels of effecten vermeld. Onderstaande regels en effecten zijn overgenomen uit de animeserie Yu-Gi-Oh:
- Om The Winged Dragon of Ra op te roepen kan een speler 3 monsters aan zijn/haar kant van het veld opofferen.
- Ra's ATK en DEF zijn een optelsom van de ATK en DEF van de drie monsters die een duellist voor hem opoffert. Dus als een duellist drie Blue-Eyes White Dragons opoffert geeft dit Ra een ATK van 9000 en een DEF van 7500. Echter, als Ra speciaal wordt opgeroepen (met behulp van magische kaarten) heeft hij 0 ATK en DEF omdat er geen monsters voor hem worden opgeofferd.
- The Winged Dragon of Ra is immuun voor alle valkaarten en kan niet worden vernietigd door een magiekaart of monstereffect.
- Magische kaarten en monstereffecten werken maar één beurt op Ra. Het monstereffect van Slifer werkt niet op Ra en het effect van obelisk werkt maar één beurt op Ra.
- Ra mag altijd aanvallen gedurende de beurt dat hij is opgeroepen, ook al zijn er kaarten in het spel die dit normaal zouden verhinderen.

- Als Ra vanuit het kerkhof wordt teruggeroepen naar het veld mag de duellist die dit doet een van de volgende twee series effecten gebruiken:
  - 1:One Turn Kill:
    - je mag je levenspunten opofferen om Ra's ATK en DEF te verhogen met het opgeofferde aantal (bijvoorbeeld: 8000 levenspunten. Ra's ATK en DEF worden 7999).
    - Ook mag je monsters aan je eigen kant van het veld opofferen en hun ATK en DEF bij die van Ra optellen.
    - Vervolgens mag Ra alle vijandige monster aanvallen en een directe aanval op de levenspunten uitvoeren.

  - 2: phoenix mode:
    - Ra('s aanval) kan niet worden gestopt of vernietigd door een monster(effect), magie- of valkaart als hij in deze modus staat. Wel kan het doelwit van de aanval veranderd worden door een magiekaart. Ook verliest de duellist onder wiens controle hij staat geen levenspunten.
    - Tegen betaling van 1000 levenspunten mag je een vijandig monster vernietigen.

In de manga en anime heeft Ra nog een ander effect. Op de kaart staat een tekst geschreven in een speciale versie van de hiërogliefen. Alleen een duellist die in staat is deze tekst op te lezen kan Ra beheersen. Ook kan een speler controle over Ra krijgen door deze tekst op te lezen (wat Marik in de anime ook doet). Daar de Winged Dragon of Ra kaart uit het ruilkaartspel deze tekst niet bevat is dit effect niet van toepassing in het ruilkaartspel.